# Lateline

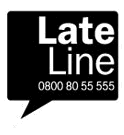
Logo der Lateline

Lateline (Eigenschreibweise: LateLine) ist der Name einer Call-in-Sendung, die auf sechs Jugendwellen der ARD vom 12. April 2010 bis 26. Juni 2019 als viertes gemeinschaftliches Projekt ausgestrahlt wurde. Die Lateline war neben der ARD-Hitnacht, dem ARD-Nachtkonzert, der ARD-Popnacht und der ARD-Infonacht eines von fünf Angeboten der ARD. Nach den Ausstrahlungen erschien auch ein Podcast zur Sendung, der in der Regel ab dem nächsten Tag auf der Webseite der Sendung oder in einer entsprechenden Podcastapp verfügbar war. Ferner wurden einige Ausgaben mit Jan Böhmermann und in dessen Nachfolge mit Ingmar Stadelmann in unregelmäßigen Abständen auch im Fernsehen bei EinsPlus ausgestrahlt.

## Konzept
Jede der nächtlichen Talksendungen bekommt ein eigenes Thema, das bereits im Laufe des Tages auf der Internetseite der Sendung bekanntgegeben wird. Jedoch gibt es fast immer am zweiten Dienstag und dritten Mittwoch eines Monats Sendungen mit freier Themenwahl. Es werden verschiedene Interessengebiete abgedeckt, wobei auch die einzelnen Moderatoren inhaltliche Schwerpunkte setzen.
| Wochentag  | April 2010 bis März 2013      | April bis November 2013    | Dezember 2013                           | Januar bis Mai 2014                     | seit 26. Mai 2014                       | seit 1. Oktober 2018                    | ab dem 23. April 2019                  |
| ---------- | ----------------------------- | -------------------------- | --------------------------------------- | --------------------------------------- | --------------------------------------- | --------------------------------------- | -------------------------------------- |
| Montag     | Jens-Uwe Krause (Bremen Vier) | Ingmar Stadelmann (You FM) | Johannes Sassenroth (You FM)            | Johannes Sassenroth (You FM)            | keine Sendung                           | keine Sendung                           | keine Sendung                          |
| Dienstag   | Holger Klein (Fritz)          | Holger Klein (Fritz)       | Ingmar Stadelmann (1LIVE, zuvor You FM) | Ingmar Stadelmann (1LIVE, zuvor You FM) | Ingmar Stadelmann (1LIVE, zuvor You FM) | Ingmar Stadelmann (1LIVE, zuvor You FM) | Ingmar Stadelmann oder Claudia Kamieth |
| Mittwoch   | Caroline Korneli (Fritz)      | Caroline Korneli (Fritz)   | Caroline Korneli (Fritz)                | Caroline Korneli (Fritz)                | Caroline Korneli (Fritz)                | Claudia Kamieth (Fritz)                 | keine Sendung                          |
| Donnerstag | Jan Böhmermann                | Jan Böhmermann             | Jan Böhmermann                          | wechselnde Moderatoren                  | Johannes Sassenroth (You FM)            | keine Sendung                           | keine Sendung                          |

Im Jahr 2013 wurden innerhalb von nur neun Monaten drei der vier Moderatoren durch neues Personal ersetzt. Geblieben ist als einzige Caroline Korneli. Die Lateline-Redaktion gab als Begründung für diese Entscheidung an, man beabsichtige, „nach über drei Jahren neue Impulse zu setzen“.
In unregelmäßigen Abständen laden die Moderatoren einen Studiogast ein, der an der Diskussion teilnimmt.
Im April 2019 gab der HR bekannt, dass die Lateline nach 9 Jahren eingestellt wird, die letzte Sendung erfolgte am 25. Juni 2019. Die ARD-Jugendradiosender vereinbarten aber weitere ARD-weite Jugendformate zu produzieren, seit 2018 gibt es beispielsweise die Die junge Nacht der ARD.

## Sendezeiten
Die Sendung wurde zuletzt dienstags  von 22 bis 24 Uhr auf folgenden Sendern ausgestrahlt:
| Programm        | Sendeanstalt | Bundesländer   | Dienstag | Mittwoch | dabei seit | dabei bis      |
| --------------- | ------------ | -------------- | -------- | -------- | ---------- | -------------- |
| 103.7 UnserDing | SR           | SL             | ✓        | ✓        | 12.04.2010 | 25.06.2019     |
| Bremen Vier     | RB           | HB             | –        | ✓        | 12.04.2010 | September 2018 |
| DASDING         | SWR          | BW, RP         | ✓        | ✓        | 12.04.2010 | 25.06.2019     |
| Fritz           | RBB          | BE, BB         | ✓        | ✓        | 26.10.2010 | 25.06.2019     |
| MDR Sputnik     | MDR          | SN, ST, TH     | ✓        | ✓        | 12.04.2010 | 25.06.2019     |
| N-Joy           | NDR          | HH, MV, NI, SH | –        | ✓        | 12.04.2010 | 25.06.2019     |
| You FM          | HR           | HE             | ✓        | ✓        | 12.04.2010 | 25.06.2019     |
| on3-radio       | BR           | BY             | ✓        | ✓        | 12.04.2010 | 21.10.2010     |

Bis auf Fritz waren alle Programme seit dem Start der Sendung dabei, wobei sich UnserDing und N-Joy von Anfang an nur an bestimmten Wochentagen beteiligt haben. on3-radio, das bis dahin alle Ausgaben der Lateline übernommen hatte, schied im Oktober 2010 aus der Sendung aus, zum gleichen Zeitpunkt stieß Fritz neu hinzu. Bremen Vier stieg Ende September 2018 ebenfalls aus der Lateline aus.
Die Sendung wurde damit von sechs der neun Jugendradios der ARD übernommen. Lediglich 1 Live, das mit Domian eine eigene Talksendung betrieben hat, sowie Puls, der Nachfolger von on3-radio, und Bremen Next übernehmen die Sendung nicht.

## Besonderheiten
- Zu Anfang jeder Lateline wird einmalig in der Sendung ein Musikstück gespielt, welches Jan Böhmermann oftmals als “Life Is A Rollercoaster” von Ronan Keating (alternativ: „Sie sieht mich nicht“ von Xavier Naidoo) ankündigte, wobei tatsächlich ein anderes Stück gespielt wurde. Holger Klein spielte an dieser Stelle jeweils „Am Wolkenberg“ in der Instrumentalversion von Kraftfuttermischwerk, Caroline Korneli dagegen “You Talk” von den Babyshambles.
- Am 16. April 2012 wurde eine Spezialsendung aus dem Bundeswehr-Feldlager in Masar-e Scharif, Afghanistan mit Johannes Sassenroth und dem ARD-Südasien-Korrespondenten Kai Küstner gesendet.[5]
- Die Lateline wurde seit Sendestart bis Mai 2014 nahezu ausnahmslos von Montag bis Donnerstag ausgestrahlt, mit Ausnahme an Silvester auch an Feiertagen. Lediglich am 28. Juni 2012 wurde anlässlich der Fußball-Europameisterschaft 2012 anstatt der Lateline eine Fußball-Spezialsendung gesendet.[6] Im Jahr 2013 wurde jedoch erstmals wegen „Weihnachtsferien“ vom 24.12. bis zum 26.12 keine Lateline gesendet.[7]

## Sonderfall Fritz
Fritz hat eine eigene, wesentlich ältere Talksendung namens Blue Moon, welche traditionellerweise täglich von 22 bis 0 Uhr läuft. Aus Spargründen entschied sich der RBB im Oktober 2010, dienstags und mittwochs die Lateline zu übernehmen, anstatt einen eigenen Blue Moon zu produzieren. Um die unterschiedlichen Sendezeiten der beiden Sendungen zu überbrücken, wurde nun zwischen Oktober 2010 und September 2018 an diesen beiden Wochentagen de facto eine dreistündige Lateline (von 22 bis 1 Uhr) produziert, wobei die erste Stunde als Blue Moon gesendet wird und nur auf Fritz läuft, die zweite und die dritte Stunde als Lateline auf allen angeschlossenen Programmen (einschließlich Fritz). Seit Oktober 2018 ist die Sendezeit von Blue Moon und Lateline identisch von 22 bis 24 Uhr.

## Lateline im Fernsehen
Im November und Dezember 2012 ging die Donnerstags-Lateline mit Jan Böhmermann auf Tour. Running Gag waren dabei Spekulationen, die für den 21. Dezember 2012 den Weltuntergang erwarten ließen. In den Städten Bremen, Frankfurt am Main, Baden-Baden, Magdeburg und Hannover wurden fünf Sendungen vor Publikum gesendet. Diese besonderen Sendungen wurden auch im Fernsehen auf EinsPlus übertragen.
Ab April 2013 wurde bei EinsPlus die zweite Staffel ausgestrahlt. Die Parallelausstrahlung erfolgte vom 11. April bis zum 4. Juli an jedem zweiten Donnerstag. Gesendet wurden alle Sendungen aus dem Weserhaus in Bremen, nur die letzte Sendung wurde auf einem Schiff auf der Weser vor dem Funkhaus aufgenommen. Eine weitere Staffel mit fünf Folgen wurde vom 21. November 2013 bis zum 19. Dezember 2013 jeden Donnerstag ausgestrahlt. Im April 2014 wurde die vierte Staffel mit Ingmar Stadelmann (dienstags) und Caroline Korneli (mittwochs) ausgestrahlt. Die fünfte Staffel mit Ingmar Stadelmann folgte im Jahr 2015.

### Folgenübersicht

#### Staffel 1
| Folge | Folge nach Staffel | Ort               | Thema                                     | Gäste            | Erstausstrahlung | Moderation     |
| ----- | ------------------ | ----------------- | ----------------------------------------- | ---------------- | ---------------- | -------------- |
| 01    | 01                 | Bremen            | Was ich schon immer sagen wollte          | Johannes Strate  | 22. Nov. 2012    | Jan Böhmermann |
| 02    | 02                 | Frankfurt am Main | Freie Themenwahl                          | –                | 29. Nov. 2012    | Jan Böhmermann |
| 03    | 03                 | Baden-Baden       | Welche drei Dinge würdet Ihr mitnehmen?   | Pierre M. Krause | 6. Dez. 2012     | Jan Böhmermann |
| 04    | 04                 | Magdeburg         | Mit wem hast Du noch eine Rechnung offen? | –                | 13. Dez. 2012    | Jan Böhmermann |
| 05    | 05                 | Hannover          | Weltuntergang                             | Mark Forster     | 20. Dez. 2012    | Jan Böhmermann |

#### Staffel 2
| Folge | Folge nach Staffel | Ort    | Thema                                    | Gäste               | Erstausstrahlung | Moderation     |
| ----- | ------------------ | ------ | ---------------------------------------- | ------------------- | ---------------- | -------------- |
| 06    | 01                 | Bremen | Wie gefährlich ist der Cyberspace?       | Jeannine Michaelsen | 11. Apr. 2013    | Jan Böhmermann |
| 07    | 02                 | Bremen | Freie Themenwahl                         | Arnd Zeigler        | 25. Apr. 2013    | Jan Böhmermann |
| 08    | 03                 | Bremen | Ladies Night                             | Caroline Korneli    | 9. Mai 2013      | Jan Böhmermann |
| 09    | 04                 | Bremen | Hilferufe aus der Bio-Hölle!             | Nina Queer          | 23. Mai 2013     | Jan Böhmermann |
| 10    | 05                 | Bremen | Wie wichtig ist gutes Aussehen wirklich? | Jessica Weiß        | 6. Juni 2013     | Jan Böhmermann |
| 11    | 06                 | Bremen | Wann ist ein Mann ein Mann?              | Alexander Bommes    | 20. Juni 2013    | Jan Böhmermann |
| 12    | 07                 | Bremen | Meine Heimat ist die Schönste            | Olli Schulz         | 4. Juli 2013     | Jan Böhmermann |

#### Staffel 3
| Folge | Folge nach Staffel | Ort               | Thema                                     | Gäste                                            | Erstausstrahlung | Moderation     |
| ----- | ------------------ | ----------------- | ----------------------------------------- | ------------------------------------------------ | ---------------- | -------------- |
| 13    | 01                 | Bremen            | Glück                                     | William Cohn, Mark Tavassol, Klaas Heufer-Umlauf | 21. Nov. 2013    | Jan Böhmermann |
| 14    | 02                 | Baden-Baden       | Geschenk- und Basteltipps für Weihnachten | Philipp Walulis, Tobias Klose, Madeline Juno     | 28. Nov. 2013    | Jan Böhmermann |
| 15    | 03                 | Frankfurt am Main | Orkan Xaver                               | Jan Becker                                       | 5. Dez. 2013     | Jan Böhmermann |
| 16    | 04                 | Leipzig           | Schlaf                                    | Abdelkarim, Malky                                | 12. Dez. 2013    | Jan Böhmermann |
| 17    | 05                 | Hamburg           | Schluss machen                            | Eva Schulz, Anna F., Palina Rojinski             | 19. Dez. 2013    | Jan Böhmermann |

#### Staffel 4
| Folge | Folge nach Staffel | Ort    | Thema                       | Gäste                               | Erstausstrahlung | Moderation        |
| ----- | ------------------ | ------ | --------------------------- | ----------------------------------- | ---------------- | ----------------- |
| 18    | 01                 | Bremen | Das erste Mal               | Samy Deluxe, Tahnee Schaffarczyk    | 8. Apr. 2014     | Ingmar Stadelmann |
| 19    | 02                 | Bremen | Mode und Modesünden         | Alligatoah, Friedrich Liechtenstein | 9. Apr. 2014     | Caroline Korneli  |
| 20    | 03                 | Bremen | Entscheidungen treffen      | Laing, Marek Fis                    | 16. Dez. 2014    | Ingmar Stadelmann |
| 21    | 04                 | Bremen | Katastrophen zu Weihnachten | MC Fitti, Oliver Polak              | 17. Dez. 2014    | Caroline Korneli  |

#### Staffel 5
| Folge | Folge nach Staffel | Ort               | Thema                                  | Gäste                               | Erstausstrahlung | Moderation        |
| ----- | ------------------ | ----------------- | -------------------------------------- | ----------------------------------- | ---------------- | ----------------- |
| 22    | 01                 | Bremen            | Eifersucht                             | Victoria van Violence, Die Orsons   | 28. Apr. 2015    | Ingmar Stadelmann |
| 23    | 02                 | Mittweida         | Festival                               | Kontra K, Lot                       | 19. Mai 2015     | Ingmar Stadelmann |
| 24    | 03                 | Frankfurt am Main | Aah! Hilfe! Ängste, Phobien, Hemmungen | Joris                               | 9. Juni 2015     | Ingmar Stadelmann |
| 25    | 04                 | Bremen            | Meine bescheuertsten Verletzungen      | Ferris MC, Alain Frei               | 30. Juni 2015    | Ingmar Stadelmann |
| 26    | 05                 | Bremen            | Flash! – Was flasht euch am meisten?   | Romano, Open Mind, Janni Höhnscheid | 15. Sep. 2015    | Ingmar Stadelmann |
| 27    | 06                 | Baden-Baden       | Heimat                                 | Sido                                | 6. Okt. 2015     | Ingmar Stadelmann |
| 28    | 07                 | Bremen            | Themenroulette                         | Miss Platnum, Lina van de Mars      | 27. Okt. 2015    | Ingmar Stadelmann |
| 29    | 08                 | Bremen            | Dateline                               | Antilopen Gang, Faisal Kawusi       | 17. Nov. 2015    | Ingmar Stadelmann |